# Melissodes
Melissodes es un género de abejas eucerinas de la familia Apidae. Hay por lo menos 140 especies descritas en ocho subgéneros. Se encuentran en el Neártico y neotrópicos, desde Canadá hasta la Argentina.
Son pequeñas a medianas de 7.5 a 18 mm de largo. Son robustas vellosas, con pellos amarillos en las patas. Al igual que los otros miembros de la tribu Eucerini, los machos tienen largas antenas. Los machos tienen el cuerpo más alargado que las hembras. La mayoría son abejas solitarias. Hacen sus nidos en el suelo. Algunas especies forman agrupaciones de nidos.

## Especies
- Melissodes ablusa
- Melissodes agilis
- Melissodes americana
- Melissodes apicata
- Melissodes appressa
- Melissodes baileyi
- Melissodes bicolorata
- Melissodes bidentis
- Melissodes bimaculata
- Melissodes bimatris
- Melissodes blanda
- Melissodes boltoniae
- Melissodes brevipyga
- Melissodes bruneri
- Melissodes cerussata
- Melissodes cestus
- Melissodes clarkiae
- Melissodes colliciata
- Melissodes coloradensis
- Melissodes comata
- Melissodes communis
- Melissodes composita
- Melissodes comptoides
- Melissodes confusa
- Melissodes coreopsis
- Melissodes crocina
- Melissodes cubensis
- Melissodes dagosa
- Melissodes denticulata
- Melissodes dentiventris
- Melissodes desponsa
- Melissodes druriella
- Melissodes ecuadoria
- Melissodes elegans
- Melissodes excurrens
- Melissodes exilis
- Melissodes expolita
- Melissodes fasciatella
- Melissodes fimbriata
- Melissodes flexa
- Melissodes floris
- Melissodes foxi
- Melissodes fumosa
- Melissodes gelida
- Melissodes gilensis
- Melissodes glenwoodensis
- Melissodes grindeliae
- Melissodes haitiensis
- Melissodes humilior
- Melissodes hurdi
- Melissodes hymenoxidis
- Melissodes illata
- Melissodes interrupta
- Melissodes intorta
- Melissodes labiatarum
- Melissodes leprieuri
- Melissodes limbus
- Melissodes lupina
- Melissodes lustra
- Melissodes lutulenta
- Melissodes maesta
- Melissodes manipularis
- Melissodes martinicensis
- Melissodes melanura
- Melissodes menuachus
- Melissodes metenua
- Melissodes micheneri
- Melissodes microsticta
- Melissodes mimica
- Melissodes minuscula
- Melissodes mitchelli
- Melissodes monoensis
- Melissodes montana
- Melissodes moorei
- Melissodes morrilli
- Melissodes negligenda
- Melissodes nigracauda
- Melissodes nigroaenea
- Melissodes nivea
- Melissodes ochraea
- Melissodes opuntiella
- Melissodes pallidisignata
- Melissodes panamensis
- Melissodes paroselae
- Melissodes paucipuncta
- Melissodes paulula
- Melissodes pennsylvanica
- Melissodes perlusa
- Melissodes perpolita
- Melissodes persimilis
- Melissodes personatella
- Melissodes pexa
- Melissodes philadelphica
- Melissodes pilleata
- Melissodes plumosa
- Melissodes pullata
- Melissodes pullatella
- Melissodes raphaelis
- Melissodes relucens
- Melissodes rivalis
- Melissodes robustior
- Melissodes rufipes
- Melissodes rufodentata
- Melissodes saponellus
- Melissodes scotti
- Melissodes semilupina
- Melissodes sexcincta
- Melissodes snowii
- Melissodes sonorensis
- Melissodes sphaeralceae
- Melissodes stearnsi
- Melissodes subagilis
- Melissodes subillata
- Melissodes submenuacha
- Melissodes tepaneca
- Melissodes tepida
- Melissodes terminata
- Melissodes tescorum
- Melissodes tessellata
- Melissodes thelypodii
- Melissodes tibialis
- Melissodes tincta
- Melissodes tintinnans
- Melissodes tribas
- Melissodes trifasciata
- Melissodes trinodis
- Melissodes tristis
- Melissodes tuckeri
- Melissodes utahensis
- Melissodes velutina
- Melissodes verbesinarum
- Melissodes vernalis
- Melissodes vernoniae
- Melissodes wheeleri